# 坂出港駅
坂出港駅（さかいでこうえき）は、香川県坂出市入船町にあった日本国有鉄道（国鉄）予讃本線（貨物支線）の駅（貨物駅）である。1984年（昭和59年）に貨物支線が廃線となり、廃駅となった。

## 歴史
- 1949年（昭和24年）12月27日：坂出駅 - 当駅間の貨物支線開業に伴い設置[1][2]。
- 1984年（昭和59年）2月1日：貨物支線の廃止により廃駅となる[2]。

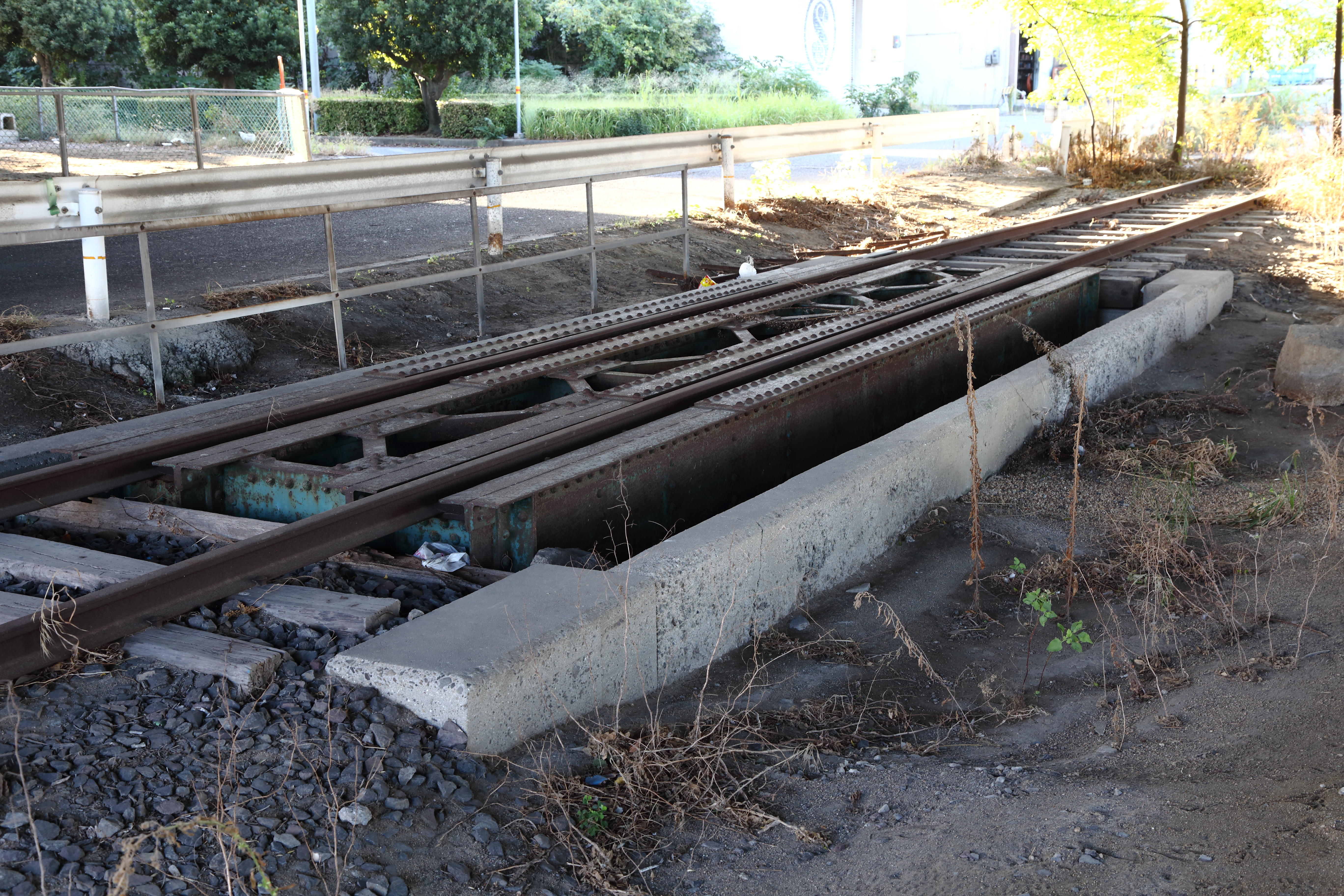
駅北（両景橋）下に残る線路跡（2019年10月）

## 駅周辺
跡地付近は運輸業の倉庫街となっている。南側には海上保安庁の保安署や複合商業施設もある。
- 海上保安庁高松海上保安部坂出海上保安署
- ラ・ムー坂出店
- 香川県道19号坂出港線
- 香川県道186号大屋冨築港宇多津線（さぬき街道）
- 琴参バス「坂出港湾合同庁舎前」停留所

## 隣の駅
日本国有鉄道
予讃本線（貨物支線）
坂出駅 - （貨）坂出港駅